# 今村重行
今村重行（いまむら しげゆき）は、江戸時代前期の柳川藩士です。高橋紹運の重臣であった今村宗嘉（いまむら むねよし）の曾孫孫にあたり、今村基秀（いまむら もとひで）の孫、今村重長（いまむら しげなが）の子です。

### 今村重行（いまむら しげゆき）生涯と功績
- 柳川藩への仕官 : 父の今村重長と共に、立花宗茂が治める柳川藩に仕えました。今村重長の祖父今村宗嘉は高橋紹運の家臣として、岩屋城の戦いで壮絶な討ち死にを遂げました。この忠義が評価され、重長とその子である重行は立花家に厚く遇されました。
- 関ヶ原の戦い後の復帰 :  関ヶ原の戦いで立花宗茂が西軍に与したため、柳川藩は改易となりました。この際、今村重行も父今村重長と共に浪人となります。しかし、宗茂が元和6年（1620年）に旧領である柳川に復帰すると、重行は父と共に再び立花家に召し抱えられ、柳川藩士としてその家系を存続させました。

このように、今村重行は、祖父の忠義、そして父の苦労を経て、柳川藩という新しい時代にしっかりと根を下ろした人物です。彼の子孫は、柳川藩士として代々立花家に仕え続け、その家系を現代に伝えています。